# 68 Большой Медведицы
68 Большой Медведицы (лат. 68 Ursae Majoris), HD 106002 — одиночная звезда в созвездии Большой Медведицы на расстоянии приблизительно 850 световых лет (около 261 парсека) от Солнца. Видимая звёздная величина звезды — +6,31m.

## Характеристики
68 Большой Медведицы — оранжевый гигант спектрального класса K5. Радиус — около 31,42 солнечных, светимость — около 517,41 солнечных. Эффективная температура — около 3989 К.